# Citlivka stydlivá

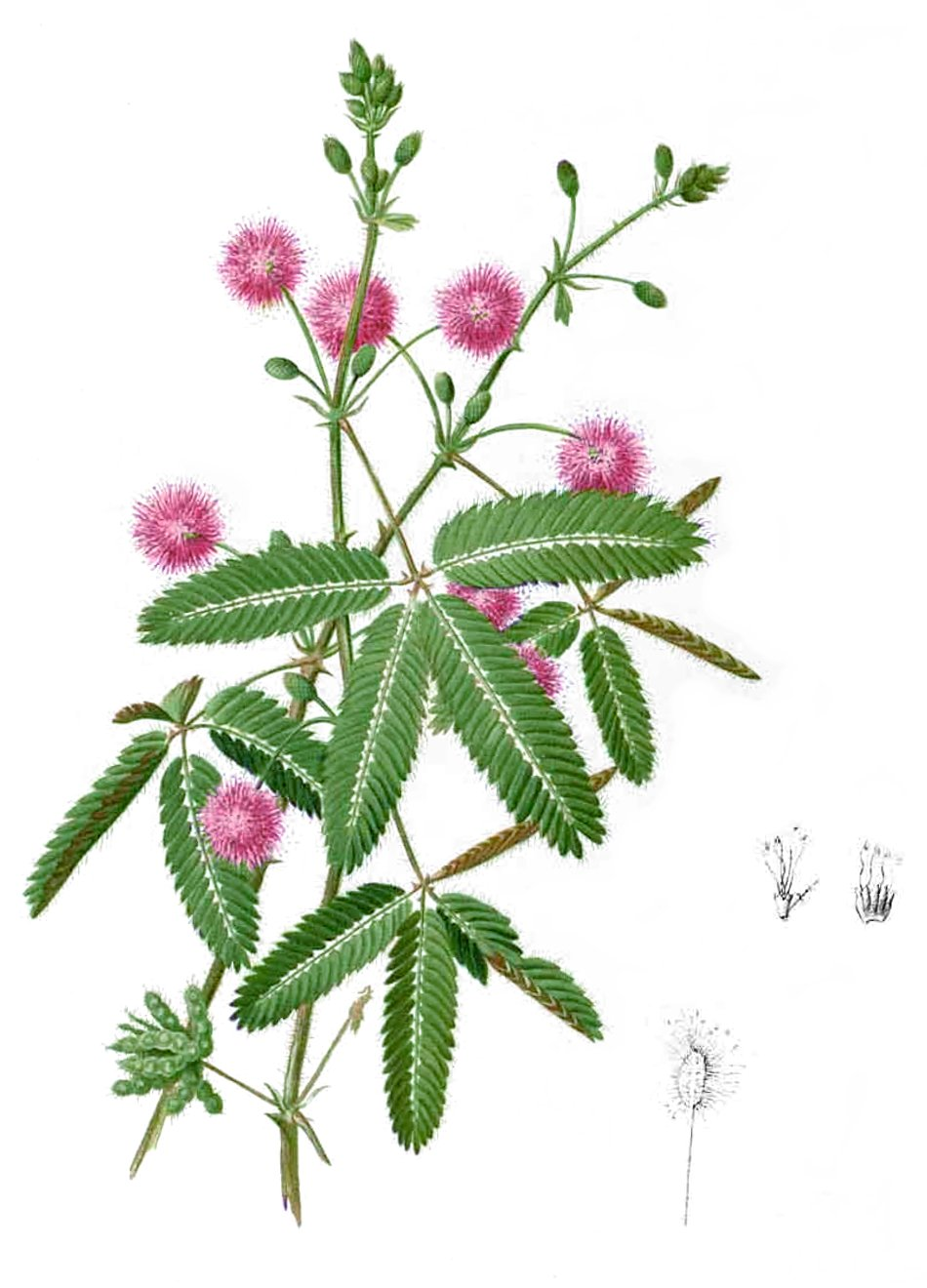
Zobrazení citlivky stydlivé

Citlivka stydlivá (Mimosa pudica) je rostlina z čeledi bobovité, pocházející ze Střední a severu Jižní Ameriky. Vlivem lidské činnosti se rozšířila v tropech celého světa, původně byla pěstována jako okrasná rostlina. Je nenáročná a rychle se šíří a vytváří porosty zabraňující růstu původních rostlin. V některých zemích je považována za invazní druh.

## Ekologie
Pro zdárný růst ji postačuje vlhká a propustná půda s minimem živin, důležitý je přirozený polostín v podrostu řídkých lesů. Vyskytuje se od mořských pobřeží až po nadmořskou výšku 1300 m, nejčastěji na místech s velkou vzdušnou vlhkostí kde roční srážky hodně převyšují 1000 mm. Samovolně se šíří jak na lesní okraje, zastíněná ruderální stanoviště a lemy polních cest, tak i na obdělávaná pole, pastviny, plantáže i do ovocných sadů.

## Popis

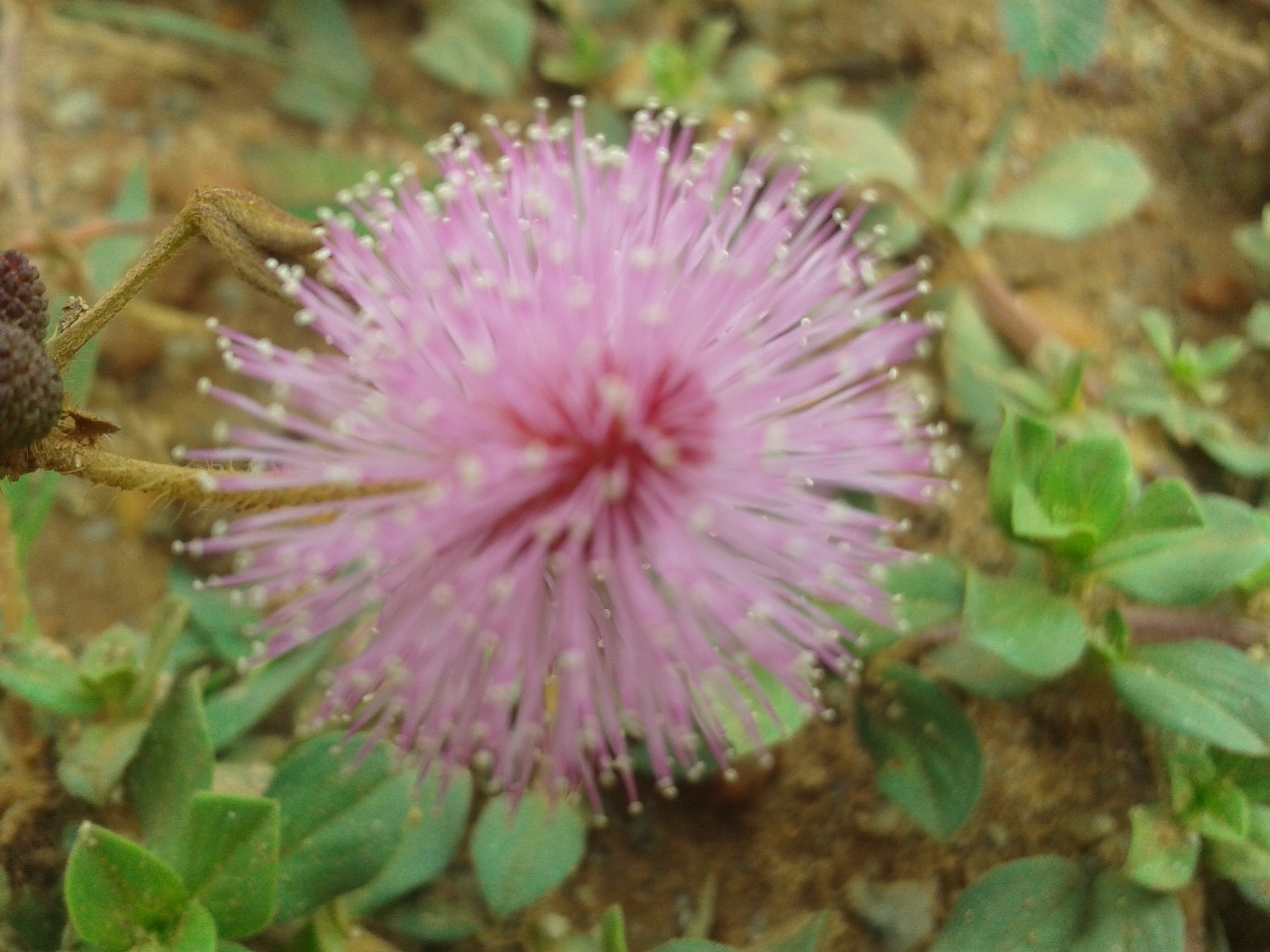
Květenství citlivky stydlivé

Citlivka stydlivá je polovzpřímený nebo do široka rozprostřený polokeř, jehož silně se větvící lodyhy od spodu dřevnatí. Dorůstá výšky obvykle okolo 50 cm. Lodyhy bývají dlouhé 50 až 150 cm a porostlé drobnými zahnutými ostny, v mládí jsou červenohnědé a vzpřímené, později polehávají nebo vzájemným propletením mohou vytvořit houštinu i metr vysokou. Listy s kopinatými palisty a řapíky dlouhými až 5 cm jsou dvojnásobně zpeřené. Jejich vřetena bývají dlouhá 20 až 70 mm a mívají až 15 párů úzkých, zašpičatělých lístků. Šedozelené lístky, velké 6 až 15 × 1 až 3 mm, jsou svrchu lysé a naspodu srstnaté.
Přisedlé, čtyřčetné květy s drobným okvětím vytvářejí stopkaté, kulovité hlávky, asi 1 cm velké, vyrůstající z paždí listů. Nenápadný kalich květu je velmi malý, červená, úzce zvonkovitá koruna s oblými lístky je asi 2 mm velká. V květu jsou čtyři dlouhé, ven čnící růžové nebo světle fialové tyčinky. Lysý semeník má nitkovitou čnělku s drobnou bliznou. Plodem je po okraji krátce ostnitý plochý lusk asi 2 cm dlouhý, který je rozdělen do dvou až pěti segmentů po jednom semeni, ve zralosti se rozpadá. Hnědá okrouhlá semena jsou velká asi 2,5 mm.

## Využití
Ve středoevropských podmínkách se tato nemrazuvzdorná rostlina používá jako jednoletá nebo dvouletá pokojová rostlina. Pěstuje se ze semen a vyžaduje teplé (nejméně 18 až 20 °C) a světlé stanoviště bez přímého slunce. Sází se do propustného rašelinového substrátu a pro podporu kvetení se doporučuje přihnojování, vhodné je zajistit vyšší vlhkost vzduchu. Obvykle začíná kvést druhým rokem na jaře a za příznivých podmínek nasazuje květy po celé léto. Květy mají okvětí velmi drobná, to co se jeví jako nafialovělé střapce jsou dlouhé tyčinky s růžovofialově zbarvenými nitkami. Rozmnožovat se mohou ze semen, která po březnovém výsevu při teplotě 20 °C vyklíčí za čtrnáct dnů.
V tropických a subtropických oblastech je vysazována jako ozdobné půdopokryvná rostlina nebo pro rekultivaci erodovaných půd. V tradiční medicíně se jejich se extraktů používá pro antidepresivní účinky a slouží jako diuretikum i dávidlo. Rostlina obsahuje alkaloid mimosin který nepříznivě působí na býložravce při spásání.

## Zvláštnost
Citlivka stydlivá je známa svou citlivosti listů, odtud pochází i její botanické jméno. Její listy se při slabém doteku sklápějí. Zpeřené lístky se nejdříve sklápějí dohromady směrem k řapíku a posléze se sklání dolů i celý list. Tento pohyb umožňují speciální buňky v listových kolénkách, mění se v nich tlak, smrští nebo protáhnou se a ovlivní postavení listů. Tento pohyb vykonávají i při silném větru, dešti, otřesu, přistání hmyzu nebo i po vhození písku. Po nějaké době, po pominutí „nebezpečí“, se listy opět rozloží do prostoru.
Obdobná reakce nastává i v podvečer při západu slunce, do původního stavu se listy vracejí ráno při prvních slunečních paprscích. Rostlina se takto chrání před nočním chladem.

## Galerie

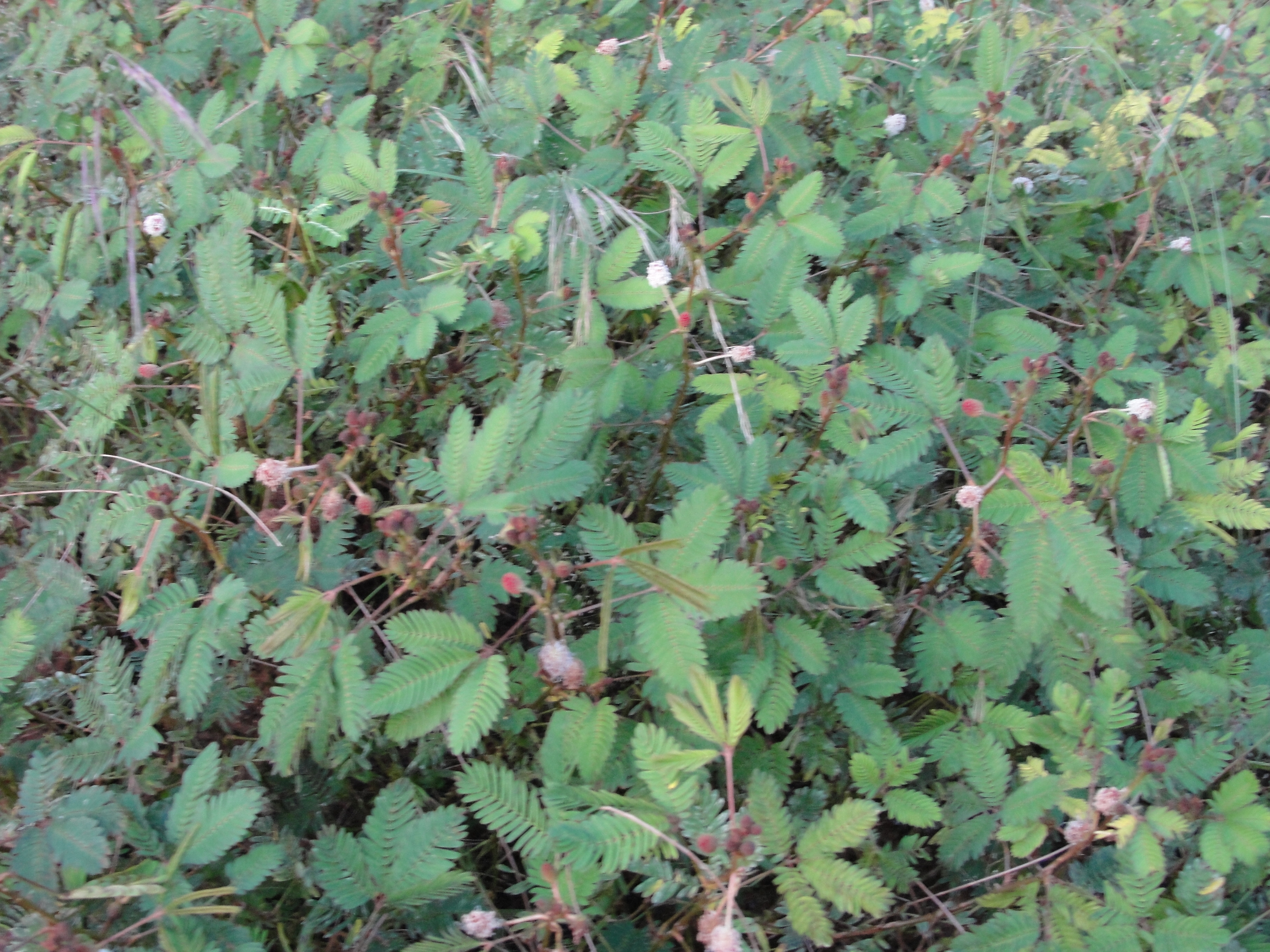
Neprůchodná houština
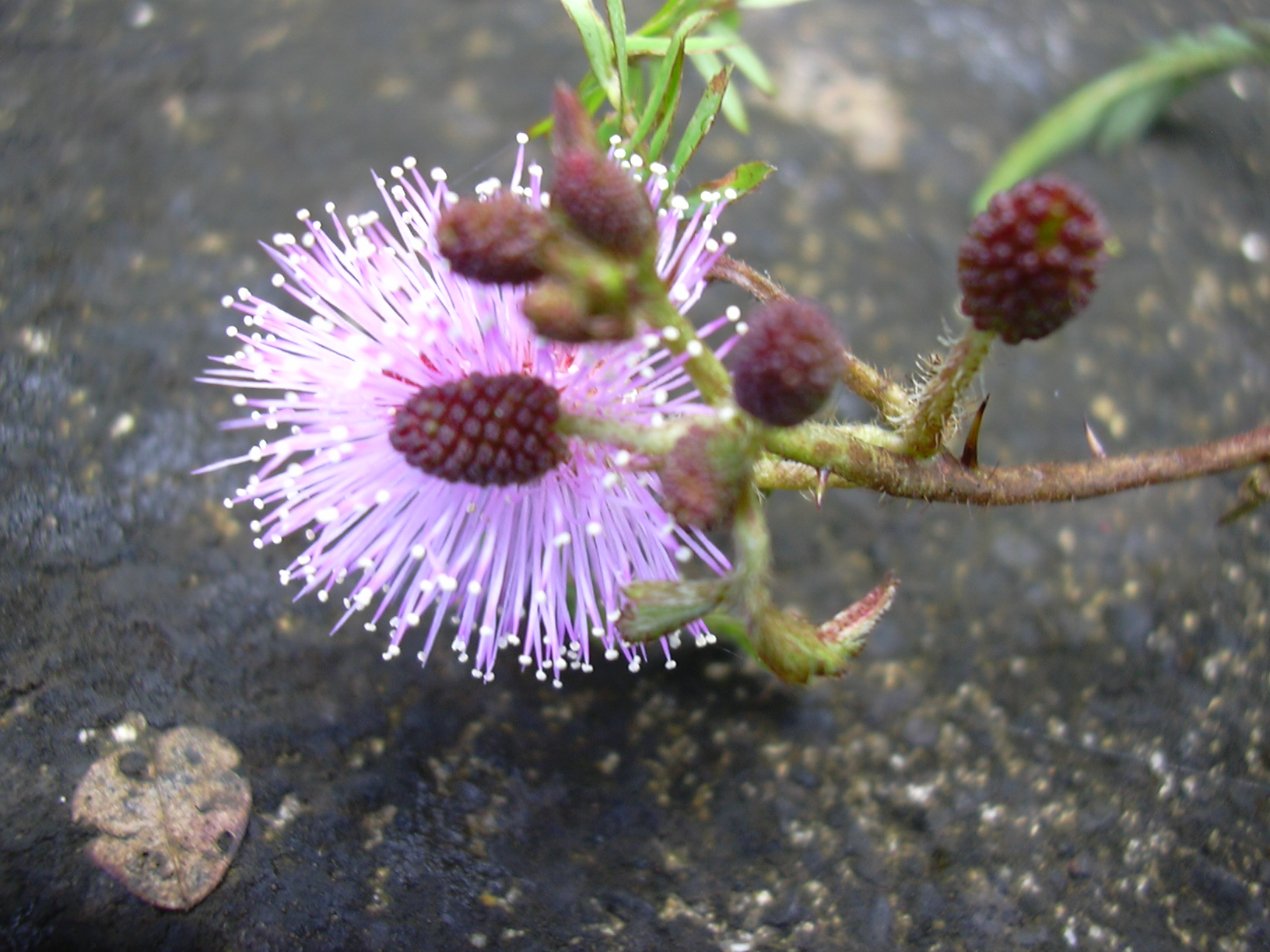
Rozkvelé a nerozkvetlá květenství
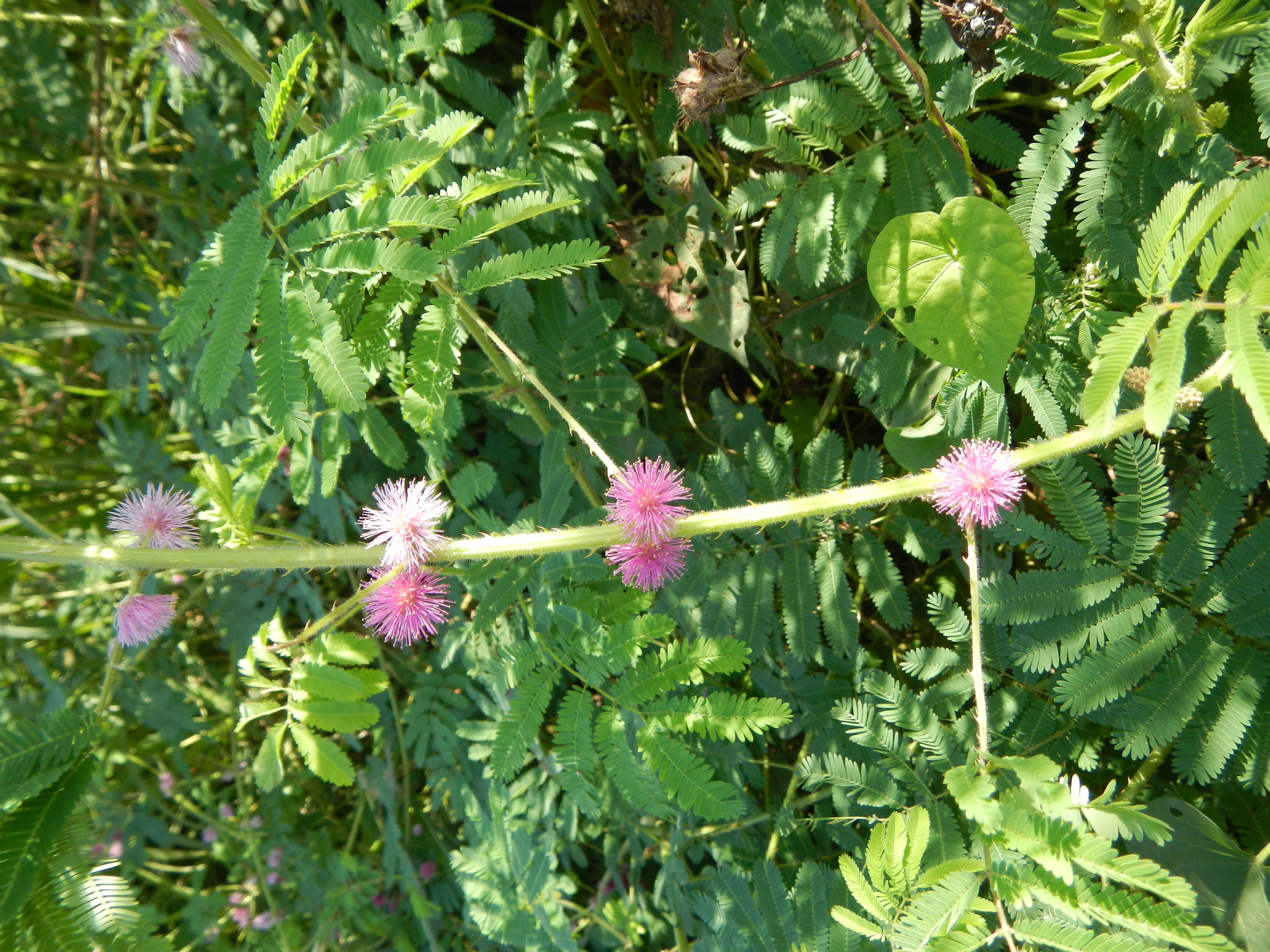
Větev s květenstvími
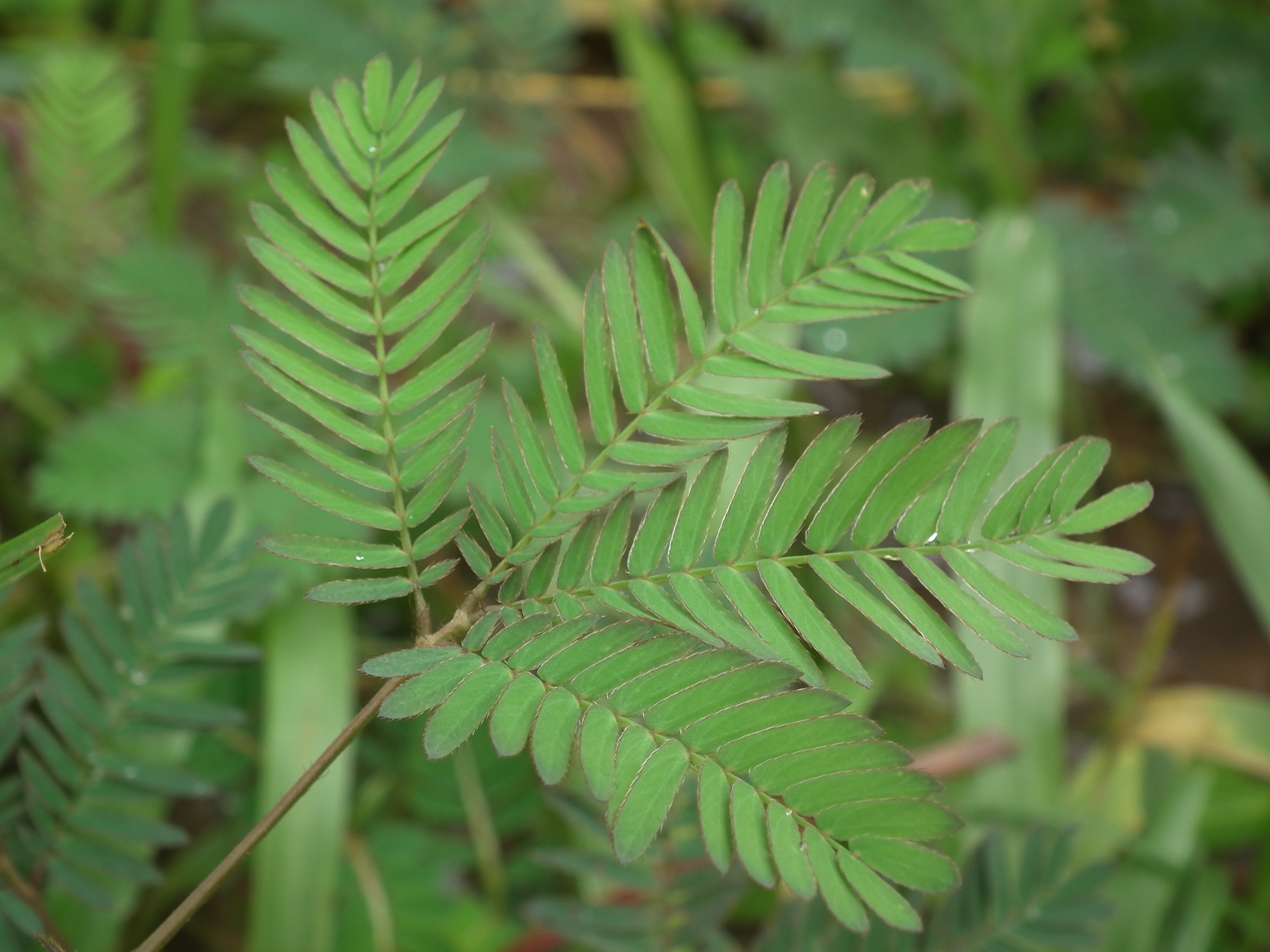
Zpeřený list
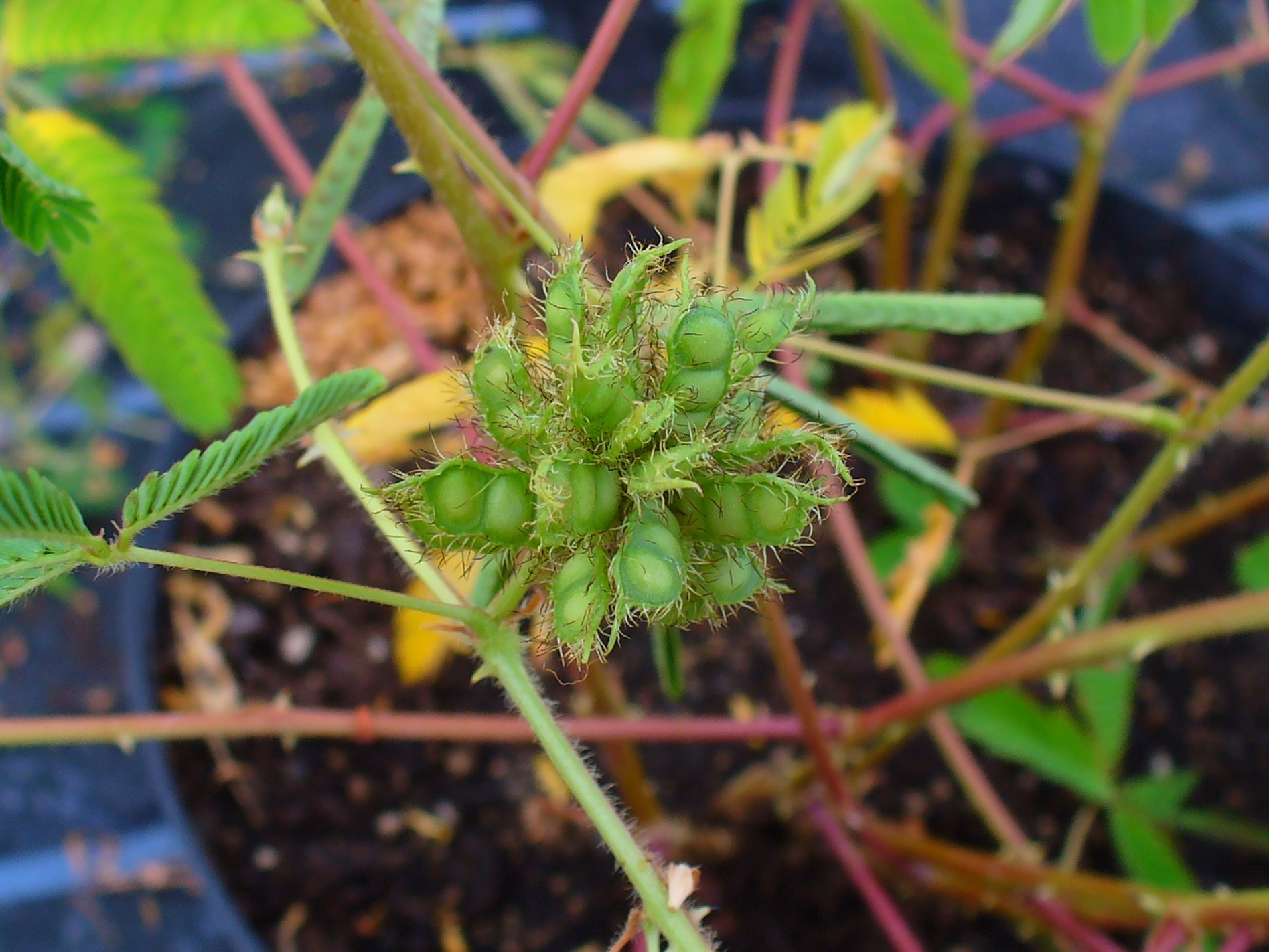
Nezralá plodenství
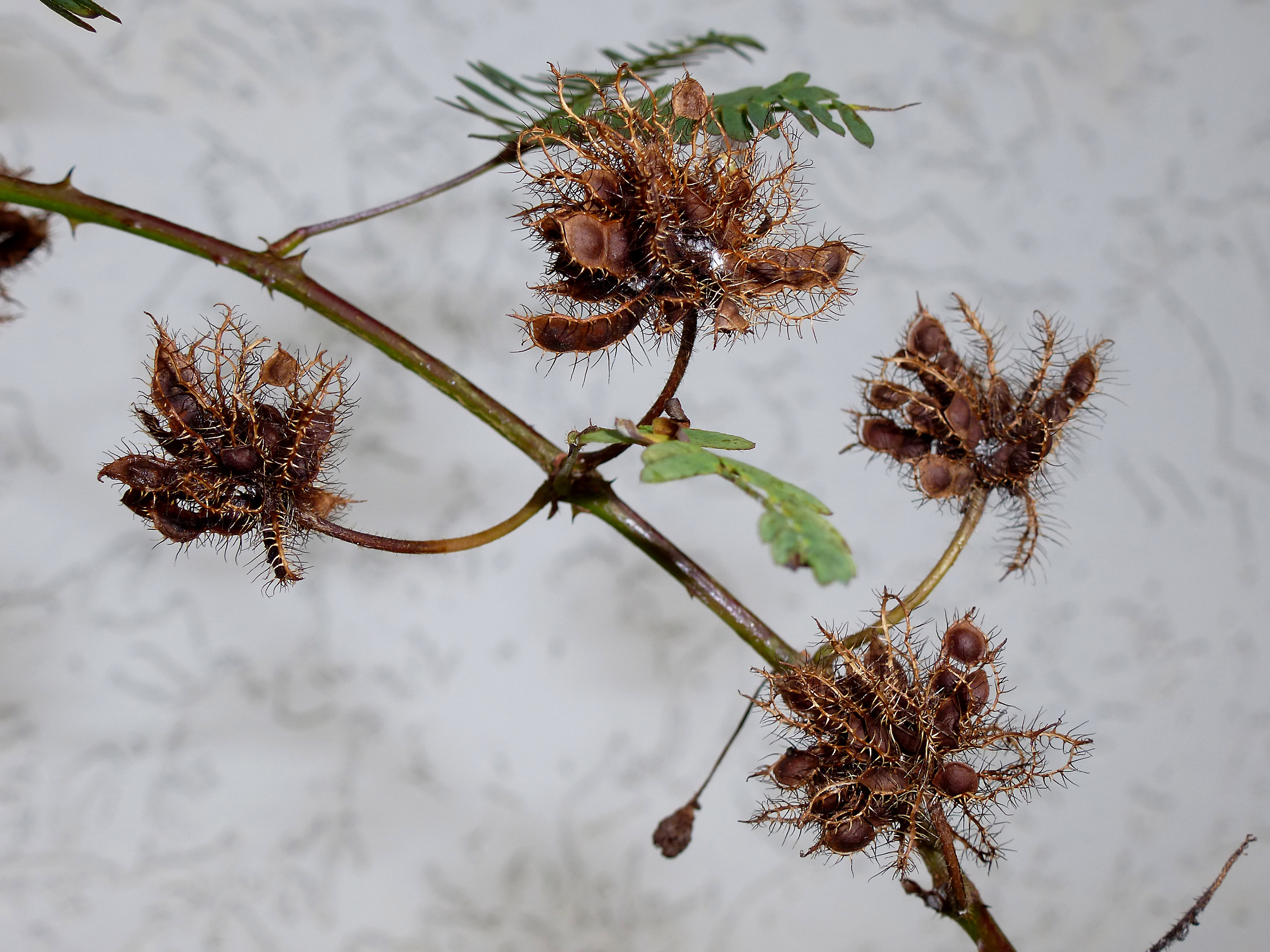
Zralá plodenství